# Judson Harmon
Judson Harmon (Newtown, 3 febbraio 1846 – Cincinnati, 22 febbraio 1927) è stato un politico e avvocato statunitense.

## Biografia
Fu il 42º procuratore generale degli Stati Uniti sotto il presidente degli Stati Uniti d'America Grover Cleveland.
Nato nello stato dell'Ohio, frequentò l'University of Cincinnati e la Denison University. Sposò Olive Harmon.

## Riconoscimenti
La contea di Harmon prende il nome da lui.